# Бяло училище
Бялото училище е форма на извънкласно обучение, на деца и ученици, която може да се провежда под формата на детски  лагери, туристически походи и училища, сред природата през зимата. Извънкласното обучение сред природата през пролетта, лятото и есента е известно като „зелено училище“.
В „белите“ училища се провежда обучение предимно по ски и зимни спортове.
В България е задължително да има най-малко един възрастен (учител, инструктор или възпитател) на 5 – 7 деца от детската градина или предучилищна възраст и на 10 – 15 ученици от I до XII клас.